# 土倫戰役 (1944年)
土倫戰役發生於1944年8月20日至28日，是第二次世界大戰中解放法國南部的一場戰役，在埃德加·德·拉米納將軍的指揮下，自由法國軍隊解放了土倫。

## 註腳
1. 1 2 3 4  Tucker-Jones 2010，第125頁.